# Battaglia di Aquisgrana
La battaglia di Aquisgrana venne combattuta tra il 2 e il 21 ottobre 1944 nell'ambito della campagna della Linea Sigfrido, durante la seconda guerra mondiale, e vide le forze armate degli Stati Uniti d'America impossessarsi della prima grande città della Germania nazista, Aquisgrana, protetta da una guarnigione tedesca e primo grande centro abitato conquistato dagli Alleati in territorio nazionale tedesco.
Gli Alleati speravano di catturare la città rapidamente per poter poi riversarsi nel bacino del fiume Ruhr, un'importante area industriale tedesca. La maggior parte della popolazione civile di Aquisgrana era stata evacuata prima dei duri scontri, duranti i quali la città fu praticamente distrutta al costo di pesanti perdite. La battaglia di Aquisgrana fu una delle più grandi battaglie urbane combattute dalle forze statunitensi nella seconda guerra mondiale. Lo scontro terminò con la resa delle forze tedesche in città, la cui accanita resistenza rovinò i piani Alleati di avanzata in Germania.

## Antefatti
Nel settembre 1944, gli Alleati erano giunti sul confine occidentale della Germania, il quale era protetto dalla Linea Sigfrido. Il 17 settembre, le forze americane, britanniche e polacche lanciarono l'Operazione Market Garden, un tentativo ambizioso di aggirare la linea difensiva tedesca, attraversando il basso Reno nei Paesi Bassi. Il fallimento dell'operazione e un grave problema di rifornimento, dovuto alla lontananza dai porti agibili in Francia, costrinsero gli Alleati a interrompere la rapida marcia verso Berlino. Le vittime tedesche in Francia erano state alte - il generale Walter Model stimò che le sue 74 divisioni avevano la forza effettiva di appena 25 - tuttavia i problemi logistici degli Alleati diedero ai tedeschi il tempo di ricostituire le proprie forze. In settembre, l'Alto Comando della Wehrmacht rinforzò la Linea Sigfrido portando il totale delle truppe in campo a circa 230000 soldati, di cui 100000 nuove reclute. Ad inizio mese, i tedeschi avevano circa 100 carri armati sul fronte occidentale; alla fine del mese, il totale di corazzati disponibili arrivò a 500. Con uomini ed equipaggiamento in continuo afflusso, i tedeschi furono in grado di stabilire una linea difensiva profonda, in media, circa 5 km.
Il Quartier generale Supremo delle Forze di Spedizione Alleate, al comando del generale Dwight D. Eisenhower, diede come massima priorità l'occupazione del cuore industriale tedesco, la regione della Ruhr. Alla 3ª Armata statunitense del generale George S. Patton venne dato l'obiettivo di conquistare la regione francese della Lorena, mentre alla 1ª Armata statunitense del generale Courtney Hodges venne ordinato di sfondare le linee tedesche presso Aquisgrana. Hodges inizialmente aveva pensato di aggirare la città stessa, credendola protetta da una ridotta guarnigione che si sarebbe arresa, una volta rimasta isolata.
La città di Aquisgrana aveva ben poco valore militare, non essendo uno dei principali centri di produzione bellica, e la sua popolazione di circa 165000 abitanti non era ancora stata soggetta a pesanti bombardamenti da parte degli Alleati. Tuttavia, era un importante simbolo sia per il regime nazista che per il popolo tedesco: non solo era la prima città tedesca minacciata da un nemico durante la seconda guerra mondiale, era anche la storica capitale di Carlo Magno, il fondatore del Sacro Romano Impero che Adolf Hitler considerava il "Primo Reich". La mentalità dei difensori inoltre era ulteriormente cambiata dalla differente attitudine della popolazione locale nei loro confronti rispetto al passato, poiché essi combattevano a difesa della loro patria per la prima volta. Un ufficiale tedesco commentò: "Improvvisamente non eravamo più i nazisti, ma eravamo soldati tedeschi."
Aquisgrana e il suo settore erano protetti da una serie di linee difensive connesse da casematte, forti e bunker, oltre ad una serie di campi minati, ostacoli anticarro noti come "denti di drago" e filo spinato. In diverse aree, le difese tedesche erano profonde anche 15 km e lo storico Stephen Ambrose le definì "senza dubbio la più formidabile difesa mai ideata dall'uomo." Con l'esperienza ottenuta sul fronte orientale, i tedeschi posizionarono la linea difensiva principale affinché passasse all'interno dei centri abitati, prendendo vantaggio delle strette vie per limitare la mobilità dei veicoli corazzati nemici. Al di là della scarsa qualità delle truppe che le realizzarono, le fortificazioni a protezione di Aquisgrana e della Ruhr risultarono essere un formidabile ostacolo all'avanzata delle forze americane, le quali vedevano questo settore come cruciale, poiché oltre Aquisgrana si apriva una pianura, favorevole alle truppe motorizzate Alleate.

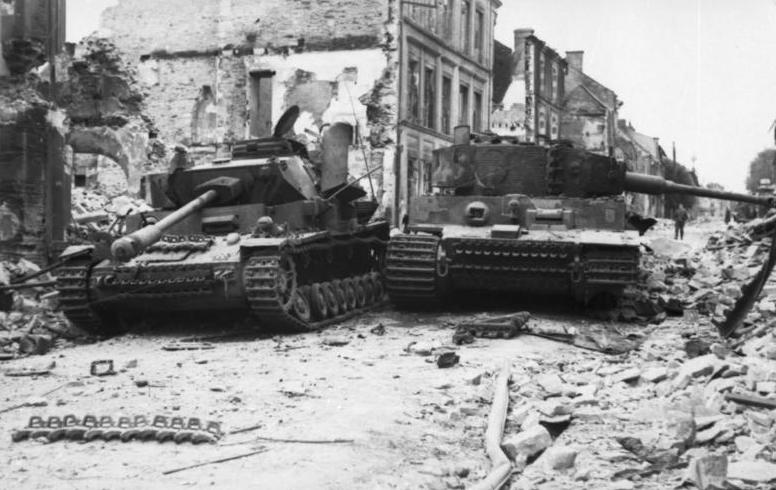
Un carro Panzer IV e un Tiger I messi fuori gioco durante i combattimenti sul fronte occidentale.

Gli scontri attorno ad Aquisgrana iniziarono la seconda settimana di settembre, in un periodo che i tedeschi chiamano "Prima battaglia di Aquisgrana". All'epoca, la città era difesa dalla 116ª Divisione Panzer, agli ordini del generale Gerhard von Schwerin. La conseguente vicinanza delle forze Alleate causò la fuga degli ufficiali nazisti, prima che l'evacuazione della popolazione fosse completata - ufficiali che Hitler punì inviando sul fronte orientale degradandoli a soldati semplici. Invece di continuare l'evacuazione, von Schwerin optò per consegnare la città agli Alleati; tuttavia, il 13 settembre, prima che potesse consegnare una lettera di capitolazione, von Schwerin ricevette l'ordine di lanciare un contrattacco contro gli statunitensi penetrati a sud-ovest della città, ordine che eseguì inviando i panzergrenadier. A questo punto, la consegna della città divenne irrilevante; la lettera di resa, già scritta, non venne mai consegnata ma finì, invece, nelle mani di Hitler, che ordinò l'immediato arresto del generale, sostituito poi da Gerhard Wilck. Nel frattempo, il VII Corpo d'Armata statunitense continuò a sondare le difese tedesche, nonostante la resistenza incontrata tra il 12 e il 13 settembre. Tra il 14 e il 16 settembre, la 1ª Divisione di Fanteria continuò la sua avanzata incurante delle forti difese e dei ripetuti contrattacchi, creando infine un arco a mezzaluna attorno alla città. Questa lenta avanzata si fermò a fine mese, a causa della carenza di rifornimenti di carburante e munizioni che erano stati dirottati per l'Operazione Market Garden.

## Forze in campo

### Tedeschi

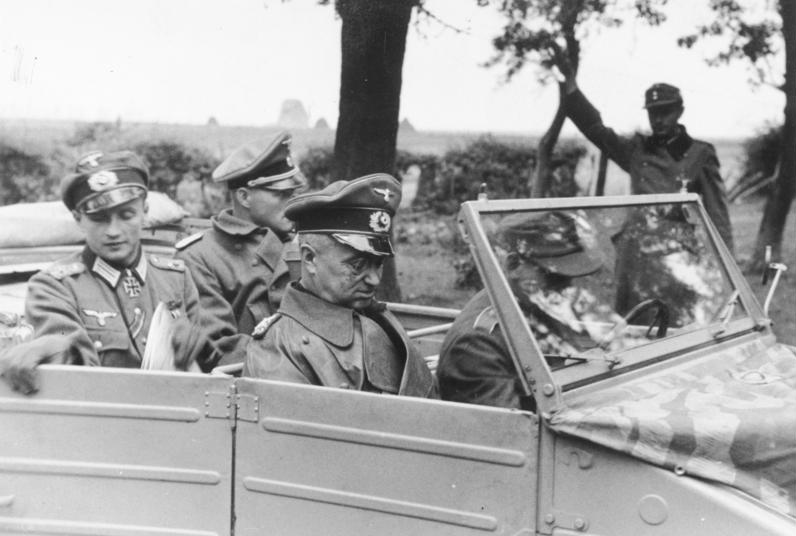
Il generale Model in visita alla 246ª Divisione Volksgrenadier ad Aquisgrana

La Wehrmacht sfruttò il vantaggio della breve pausa dai combattimenti per posizionare fuori dalla linea difensiva la 1ª, la 2ª e la 12ª Divisione Panzer SS, oltre alla 9ª e alla 116ª Divisione Panzer. Ad ottobre, la responsabilità della difesa del settore di Aquisgrana venne dato al LXXXI Corpo d'Armata del generale Friedrich Köchling, che includeva la 183ª e la 246ª Divisione Volksgrenadier, assieme alla 12ª e alla 49ª Divisione di Fanteria. Queste forze, supportate dal 506º e dal 108º Battaglione Carri, raggiungevano circa 20000 uomini e 11 carri armati. A Köchling venne inoltre promesso di riformare la 116ª Divisione Panzer e la 3ª Divisione di Fanteria, per un totale di 24000 uomini. La 246ª Divisione Volksgrenadier sostituì la 116ª Divisione Panzer dentro Aquisgrana, la 183ª Divisionr Volksgrenadier e la 49ª Divisione di Fanteria difendevano l'area a nord mentre la 12ª Divisione di Fanteria era posizionata a sud. Il 7 ottobre, elementi della 1ª Divisione Panzer SS "Leibstandarte SS Adolf Hitler" vennero inviati a rinforzare le difese di Aquisgrana.
Anche se i rinforzi continuarono ad arrivare, le unità del LXXXI Corpo d'Armata tedesco soffrirono molto; la 12ª Divisione di Fanteria perse metà della sua forza combattiva tra il 16 e il 23 settembre, mentre la 49ª e la 275ª Divisione di Fanteria dovettero essere rimosse dalla linea del fronte per recuperare le forze. All'inizio del conflitto, le divisioni di fanteria tedesche contavano 15000-17000 soldati ma, gradualmente, la loro forza massima ufficiale calò con gli anni fino a 12500 soldati e, a novembre del 1944, il numero di uomini medi per divisione era 8761 Nel tentativo di sopperire alla carenza di uomini, una piaga per la Wehrmacht, furono create nel 1944 le divisioni Volksgrenadier, la cui forza totale media era di circa 10000 uomini per divisione. Un quarto di loro erano veterani esperti, metà erano nuovi coscritti e convalescenti, mentre il restante quarto erano soldati trasferiti dalla Luftwaffe e dalla Kriegsmarine. Le divisioni spesso ricevevano le più moderne armi leggere ma mancavano di artiglieria e mezzi motorizzati, limitandone così l'efficienza tattica. Nel caso del LXXXI Corpo d'Armata, la 183ª Divisione Volksgrenadier, anche se in eccesso di 643 uomini, era stata creata in settembre perciò non aveva ricevuto alcun addestramento. La 246ª Divisione Volksgrenadier si trovava in uno stato simile, molti uomini infatti avevano ricevuto meno di dieci giorni di addestramento. Tutte queste carenze furono compensate in un qualche modo dalle fortificazioni attorno a Aquisgrana, ben pianificate e costruite.

### Statunitensi

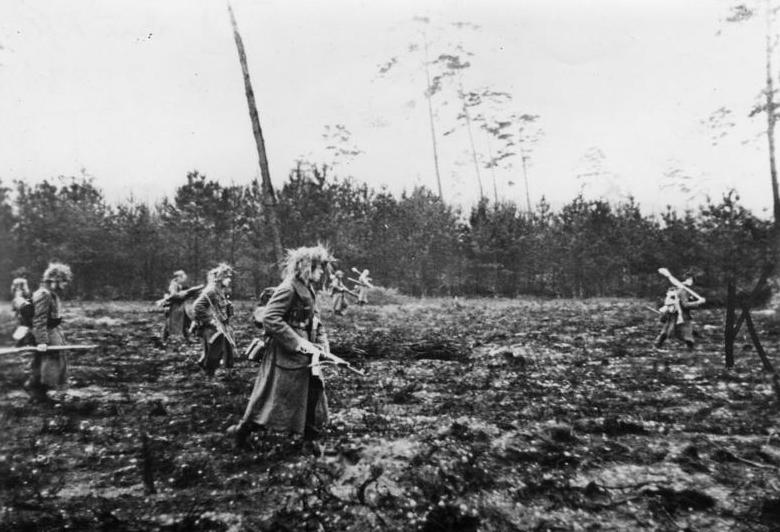
Granatieri tedeschi in pattuglia vicino Aquisgrana.

Il compito di prendere Aquisgrana ricadde sulla 30ª Divisione di Fanteria (assieme al 743º Battaglione Carri), del XIX Corpo d'Armata agli ordini di Charles H. Corlett, e alla 1ª Divisione di Fanteria, inquadrata nel VII Corpo d'Armata del generale Joseph Collins. La 30ª Divisione, guidata dal generale Leland Hobbs, sarebbe stata assistita dalla 2ª Divisione Corazzata, che avrebbe sfruttato lo sfondamento della Linea Sigfrido della 30ª Divisione, mentre il loro fianco sarebbe stato protetto dalla 29ª Divisione di Fanteria. A sud, la 1ª Divisione sarebbe stata supportata dalla 9ª Divisione di Fanteria e dalla 3ª Divisione Corazzata. Queste divisioni erano state rimosse dal fronte durante le ultime due settimane di settembre, in modo da recuperare le forze e ricevere i nuovi rimpiazzi. Per il 1º ottobre, più del 70% degli uomini della 1ª Divisione, agli ordini del generale Clarence Huebner, erano nuove reclute e le ultime due settimane di settembre furono usate per fornire a questi uomini l'addestramento alle armi e al combattimento urbano. Il piano per l'offensiva prevedeva che entrambe le divisioni evitassero il combattimento nelle vie di Aquisgrana; esse infatti avrebbero circondato la città e una piccola parte di loro avrebbe dovuto liberare il centro urbano mentre il resto delle forze avrebbe continuato verso est.
Anche se gli americani riuscivano solitamente a sostituire i propri caduti rapidamente, i nuovi arrivati raramente avevano ricevuto sufficiente addestramento tattico. Anche molti ufficiali inferiori erano a corto di abilità tattiche e di leadership. Alcuni carristi furono imbarcati per l'Europa senza aver mai guidato un'auto; alcuni comandanti di carro furono costretti ad insegnare ai loro uomini come caricare e sparare con il cannone del corazzato prima delle missioni. Di conseguenza, il sistema di rinforzo americano, che si concentrava sulla quantità più che sulla qualità, assicurava che le truppe fresche raggiungessero la linea del fronte senza però essere adeguatamente addestrate al combattimento. Per tale motivo, non era inusuale che metà dei nuovi arrivi diventassero vittime nei primi giorni di combattimento. Queste tremende perdite richiedevano ancora nuove truppe da portare in battaglia; per esempio, un fresco battaglione della 28ª Divisione di Fanteria statunitense fu inviato nell'assalto diretto ad Aquisgrana per compensare le perdite della 1ª Divisione, nelle ultime fasi della battaglia, tra il 18 e il 21 ottobre.
Queste forze furono supportate dalla 9ª Forza Aerea statunitense, che aveva identificato il 75% delle casematte lungo il fronte e pianificato un iniziale bombardamento con 360 bombardieri e 72 caccia; altri aerei sarebbero stati usati per una seconda ondata, la quale avrebbe incluso l'utilizzo del napalm. I tedeschi possedevano poche batterie antiaeree e quasi non avevano supporto dalla Luftwaffe, perciò il dominio Alleato sui cieli della città era praticamente totale.

## Battaglia

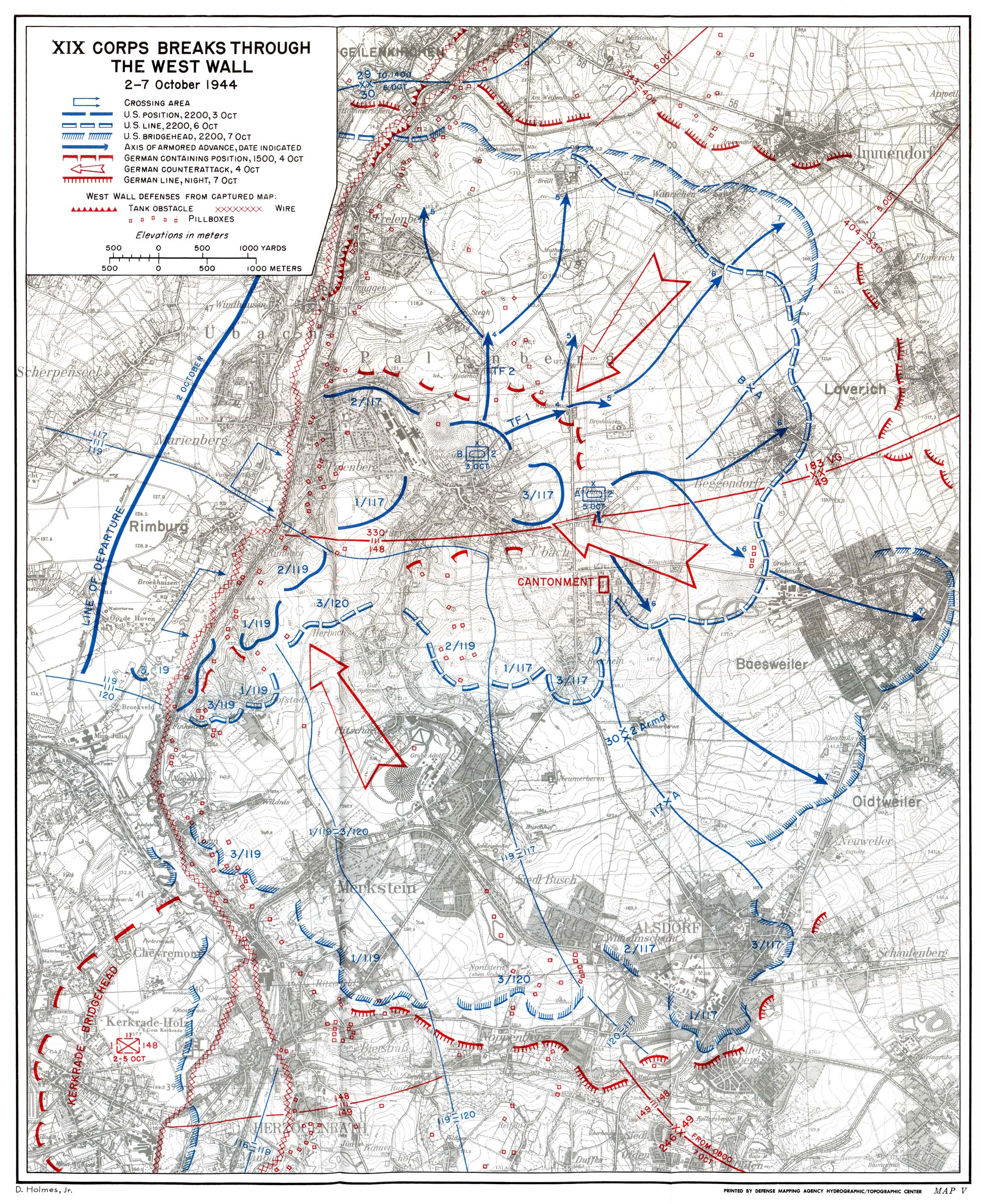
Sezione della battaglia di Aquisgrana.

Per i sei giorni che precedettero l'inizio dell'offensiva americana, l'artiglieria pesante alleata colpì le difese tedesche attorno Aquisgrana. Anche se i tedeschi furono costretti a rimanere al riparo di giorno e a bloccare i rifornimenti, il bombardamento ebbe pochi effetti sulle casematte e fortificazioni. Il bombardamento aereo iniziò il 2 ottobre causando anch'esso pochi danni; i 450 velivoli che presero parte alla prima ondata non colpirono neppure una casamatta tedesca. I loro obiettivi infatti erano oscurati dal fumo dello sbarramento d'artiglieria alleata. Quando i velivoli terminarono il loro assalto, l'artiglieria ricominciò a bombardare la linea del fronte, sparando 18696 colpi da 372 pezzi in appena due ore.

### Avanzata da nord: 2-8 ottobre
La 30ª Divisione di Fanteria iniziò l'avanzata il 2 ottobre, usando la propria artiglieria per colpire le postazioni tedesche; nonostante ciò ci vollero, in media, trenta minuti per catturare una singola casamatta. Ben presto, capirono inoltre che se non si affrettavano a fare pressione sulla linea difensiva, sicuramente i tedeschi avrebbero contrattaccato. La dura resistenza non era attesa: una compagnia perse 87 uomini in un'ora; un'altra perse 93 uomini su 120 a causa dell'artiglieria tedesca. Gli attaccanti, lentamente, riuscirono ad attraversare il fiume Wurm e attaccare le casematte tedesche con lanciafiamme e cariche esplosive. Il pomeriggio del 2 ottobre, la 30ª Divisione era riuscita a fare breccia nelle difese e raggiungere Palenberg. Lì, gli americani avanzarono casa per casa e combatterono anche in duelli a lanci di granate, durante i quali Harold G. Kiner salvò la vita a due compagni sacrificando la propria e per questo ricevette la Medal of Honor. I combattimenti nella cittadina di Rimburg furono ugualmente terribili; i corazzati americani non furono in grado di attraversare il fiume Wurm e quindi non poterono fornire supporto alla fanteria mentre assaltava un castello medievale usato come forte dai tedeschi. La 30 Divisione di Fanteria si impossessò di circa 50 casematte tedesche nel primo giorno di avanzata, spesso aggirandole e attaccandole dalle retrovie. Gli sforzi della divisione furono supportati dall'attaccato diversivo della 29ª Divisione di Fanteria, sul fianco nemico, che convinse i tedeschi che quello fosse l'assalto principale. Nella notte del 2 ottobre, il 902º Battaglione Cannoni d'Assalto tedesco ricevette l'ordine di contrattacco contro la 30ª Divisione di Fanteria, ma l'artiglieria alleata ritardò l'inizio del contrattacco che infine fallì.
Anche se il 3 ottobre i corazzati americani divennero disponibili al supporto alla fanteria, le forze attaccanti furono costrette ad fermarsi bruscamente dopo una serie di contrattacchi tedeschi. Rimburg venne presa il secondo giorno dell'offensiva, ma i combattimenti per attraversare le difese tedesche rimasero lenti nonostante i carri M4 Sherman e i cannoni d'artiglieria da 155 mm fosse ora impiegati per distruggere le casematte con colpi diretti. Nel frattempo, i combattimenti erano cominciati anche per il villaggio di Übach, dove i carri armati americani irruppero nel centro abitato solo per essere bloccati poi dall'artiglieria tedesca. I difensori risposero con un contrattacco, respinto dall'artiglieria americana prima che riconquistasse il villaggio. A fine giornata, l'attraversamento del Wurm e la creazione della testa di ponte costarono alla 30ª Divisione di Fanteria circa 300 tra morti e feriti.

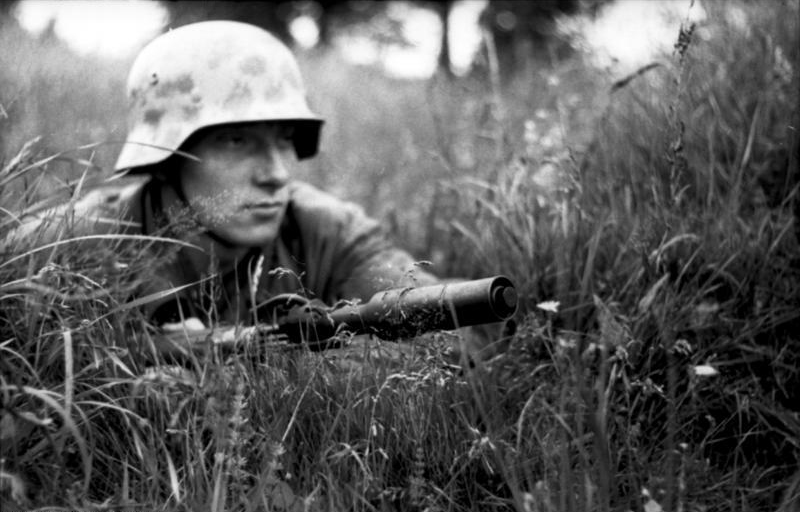
Soldato della Wehrmacht sul fronte occidentale.

Le forze tedesche continuarono i loro contrattacchi su Übach, subendo pesanti perdite a causa del fuoco d'artiglieria e della fanteria americana. L'incapacità tedesca di riprendersi Übach persuase i comandanti di non avere forze sufficienti per difendere adeguatamente i sobborghi settentrionali di Aquisgrana e, nel contempo, bloccò gli americani che altrimenti avrebbero potuto continuare l'avanzata. Il 4 ottobre, l'avanzamento alleato fu limitato, con la cattura delle sole Hoverdor e Beggendorf, con gli americani che negli ultimi tre giorni avevano perso circa 1800 soldati. Dei progressi invece furono ottenuti il 5 ottobre, quando il 119º Reggimento della 30ª Divisione catturò Merkstein-Herbach. Il giorno seguente, i tedeschi lanciarono un contrattacco contro Übach, fallendo nuovamente. I corazzati tedeschi non furono in grado compensare la soverchiante superiorità numerica dei carri americani e, come ultimo tentativo di bloccare l'avanzata alleata, cominciarono con attacchi concentrati sulle postazioni americane, usando tutta l'artiglieria e i velivoli che poterono radunare, nonostante il generale Koechling fosse stato in grado di dispiegare un distaccamento di carri Tiger nel centro abitato di Alsdorf, tentando di fermare definitivamente la penetrazione americana nelle difese settentrionali di Aquisgrana.
I tedeschi diedero il via ad un corposo contrattacco l'8 ottobre, impiegando un reggimento di fanteria, il 1º Battaglione d'Assalto, un gruppo da battaglia della 108ª Brigata Panzer, più circa altri 40 autoblindi requisiti da altre unità. Anche se ostacolati dall'artiglieria americana, il fianco sinistro del fronte d'attacco riuscì a tagliare fuori un plotone americano, mentre il fianco destro riuscì a raggiungere la strada che portava ad Alsdorf, a nord. Un plotone di Sherman, in supporto ad un attacco a Mariadorf, si trovò improvvisamente attaccato dalla retrovia e riuscì a respingere i tedeschi solo dopo un duro scontro. Due cannoni tedeschi d'artiglieria semovente Sturmgeschütz IV e una squadra di fanteria entrarono ad Alsdorf, dove però furono pesantemente contrattaccati. Anche se i due semoventi in qualche modo riuscirono ad evitare i corazzati americani, furono infine attaccati dalla fanteria e obbligati a tornare al punto di partenza. Con l'aumento delle vittime e gli americani sempre più vicini, l'Alto Comando tedesco trasferì la 3. Infanterie-Division ad Aquisgrana, seguita dal I Corpo Panzer SS, che era parte della 1ª Divisione Panzer SS e che includeva la 116ª Divisione Panzer e il 101º Battaglione Panzer Pesanti SS.

### Avanzata da sud: 8-11 ottobre

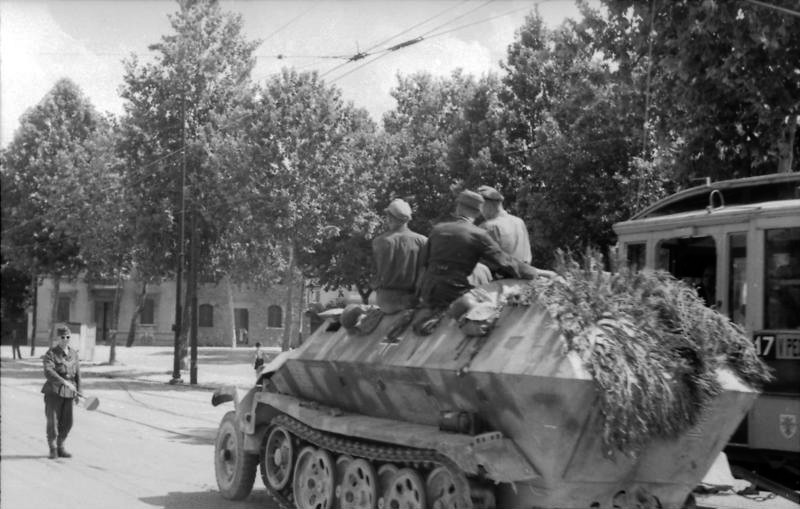
Fanteria motorizzata tedesca con un semicingolato Sd.Kfz. 251.

A sud, la 1ª Divisione di Fanteria cominciò l'offensiva l'8 ottobre, avendo come obiettivo la cattura di Verlautenheide e la Collina 231 vicino a Ravelsberg. L'attacco venne preceduto da un massiccio sbarramento d'artiglieria, che li aiutò ad impossessarsi degli obiettivi rapidamente. Durante la conquista della Collina 231, il capitano Robert E. Brown, comandante della Compagnia C del 18º Reggimento di Fanteria, distrusse personalmente tre casematte con le cariche esplosive e, nonostante fosse rimasto ferito, continuò a guidare i suoi uomini nell'attacco, guadagnandosi la Medal of Honor, la più alta onorificenza militare americana. Il successo fu raggiunto dopo un contrattacco tedesco alla Collina 231, dove vi furono scontri con intenso fuoco da entrambe le parti; la battaglia infine si concluse con i tedeschi che lasciavano sul terreno 40 morti mentre altri 35 venivano fatti prigionieri. Infine nonostante diversi altri contrattacchi tedeschi a rallentare l'avanzata, la 1ª Divisione riuscì a catturare l'altura sovrastante la città. Il 10 ottobre, la 1ª Divisione si trovava esattamente nella posizione pianificata per riunirsi alla 30ª Divisione.
Il 10 ottobre, il generale Huebner consegnò un ultimatum alle forze tedesche ad Aquisgrana, minacciando di bombardare la città per sottometterla se la guarnigione non si fosse arresa ma il comandante tedesco si rifiutò categoricamente. Come risposta al rifiuto, l'artiglieria americana cominciò a colpire la città l'11 ottobre, sparando circa 5000 colpi, circa 150 tonnellate di esplosivo, seguiti anche dai bombardamenti dell'aviazione.

### Ricongiungimento della fanteria: 11-16 ottobre
Le vittime americane continuavano a crescere, sia per i frequenti contrattacchi tedeschi che per gli assalti alle casematte. I tedeschi spesero tutta la notte del 10 ottobre a fortificare le case di Branderberg sugli angoli degli incroci, obbligando gli americani a bombardarli per poter occupare l'abitato. Il 12 ottobre, i tedeschi lanciarono un duro contrattacco contro la 30ª Divisione di Fanteria americana, ma l'assalto fu respinto grazie al fuoco pesante d'artiglieria e alle difese anticarro ben posizionate. Al villaggio di Birk, scoppiò uno scontro di tre ore tra dei carri tedeschi e un singolo corazzato americano; lo Sherman riuscì a distruggere un Panzer IV e ad obbligare un altro a ritirarsi, per essere poi attaccati da altri Panzer. A supporto di questo carro americano, giunsero dei corazzati della 2ª Divisione Corazzata che costrinsero i tedeschi a ritirarsi. La 30ª Divisione americana si trovò ben presto in posizione difensiva lungo tutto il suo fronte, ma nonostante tutto ricevette l'ordine di continuare a spingersi verso sud per ricongiungersi con la 1ª Divisione e, per fare ciò, due battaglioni di fanteria della 29ª Divisione furono distaccati in supporto alla 30ª.

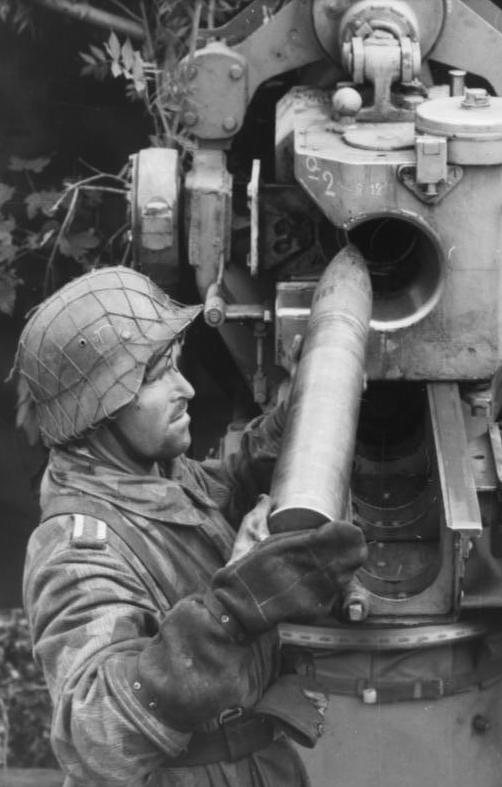
Artigliere tedesco mentre ricarica un FlaK 88.

Sempre il 12 ottobre, a sud, due reggimenti tedeschi tentarono di riprendere la Collina 231 dalla 1ª Divisione americana. Nei duri scontri che seguirono, riuscirono temporaneamente a conquistare il colle, ma a fine giornata dovettero abbandonarlo, con i due reggimenti praticamente annientati. Dall'11 al 13 ottobre, i velivoli alleati bombardarono Aquisgrana, mirando a bersagli vicini alle linee americane; il 14 ottobre, il 26º Reggimento di Fanteria ricevette l'ordine di ripulire l'area industriale alle porte della città, in preparazione all'attacco definitivo alla città stessa. Il 15 ottobre, in un tentativo di aprire un varco tra le divisioni americane che si stavano chiudendo a tenaglia, i tedeschi attaccarono nuovamente la 1ª Divisione; nonostante diversi carri pesanti fossero riusciti a fare breccia nelle linee americane, il grosso delle forze tedesche furono distrutte dall'artiglieria e dal supporto aereo. Il giorno seguente, i tedeschi tentarono dei contrattacchi locali con la 3ª Divisione Panzergrenadier ma, dopo aver subito pesanti perdite, furono costretti a sospendere ulteriori offensive.
La 30ª Divisione di Fanteria, con il supporto della fanteria della 29ª Divisione e della 2ª Divisione Corazzata, continuarono a proseguire verso sud tra 13 e il 16 ottobre, nelle vicinanze del villaggio di Würselen; tuttavia, anche con il supporto aereo, non riuscirono a sfondare le difese tedesche e congiungersi con le unità americane a sud. I tedeschi presero vantaggio dello stretto fronte di combattimento per cogliere di sorpresa e sopraffare la fanteria statunitense. Il generale Hobbs, comandante della 30ª Divisione, tentò così di aggirare le difese tedesche attaccando lungo un altro settore con due battaglioni. L'attacco ebbe successo, permettendo alla 30ª e alla 1ª Divisione di Fanteria di riunirsi il 16 ottobre. Gli scontri costarono al XIX Corpo d'Armata statunitense oltre 400 morti e 2000 feriti, di cui il 72% erano della 30ª Divisione. Ai tedeschi non andò meglio: al 14 ottobre, circa 630 soldati erano stati uccisi e 4400 feriti; altri 600 tedeschi rimasero vittime durante il contrattacco della 3ª Divisione Panzergrenadier contro la 1ª Divisione statunitense il 16 ottobre.

### Conquista della città: 13-21 ottobre

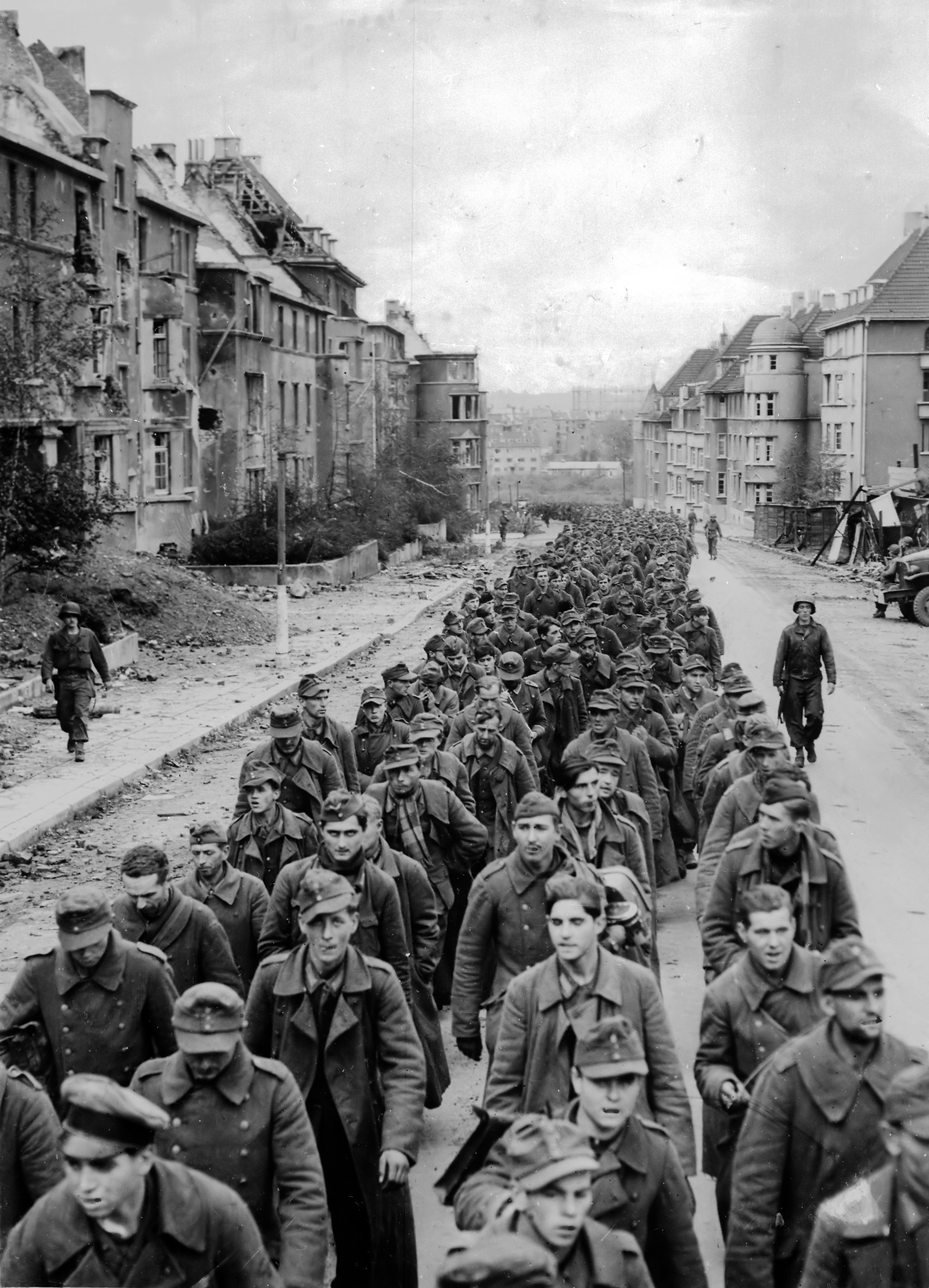
Prigionieri tedeschi ad Aquisgrana.

Avendo bisogno della maggior parte dei suoi uomini per fermare i contrattacchi tedeschi e rendere sicura l'area circostante Aquisgrana, la 1ª Divisione di Fanteria fu in grado di assegnare un solo reggimento per prendere il controllo della città. Esso fu il 26º Reggimento di Fanteria, agli ordini del colonnello John F. R. Seitz, con solo due dei tre battaglioni a disposizione. Armati di mitragliatrici e lanciafiamme, il 2º e il 3º Battaglione di Fanteria furono inizialmente supportati solo da pochi carri armati e un obice da 155 mm. La città era difesa da circa 5000 soldati tedeschi, incluso personale proveniente dalla Marina, dall'Aviazione e dalla Polizia cittadina. Per la maggior parte, questi soldati erano privi di esperienza e addestramento e furono supportati da una manciata di corazzati e cannoni d'assalto. Tuttavia, i difensori di Aquisgrana poterono sfruttare a proprio vantaggio le strette vie del centro storico cittadino.
L'attacco iniziale del 26º Reggimento, il 13 ottobre, diede importanti indizi sulla natura dei combattimenti che ci si apprestava ad affrontare; la fanteria statunitense subì un'imboscata dai difensori tedeschi che sfruttarono fogne e cantine, obbligando gli americani a ripulire edificio per edificio, mentre i carri Sherman si ritrovarono incapaci di manovrare per sopprimere il fuoco nemico. I civili tedeschi furono fatti allontanare durante l'avanzata, in modo che a nessuno di loro fosse permesso restare nelle retrovie americane. Il successo dell'avanzata iniziò ad essere misurato con il numero di case catturate, cosa che avveniva molto lentamente. Nel tentativo di aiutare i soldati a piedi, il 26º Reggimento usò il fuoco diretto dell'obice per distruggere gli edifici più vecchi, che avevano muri molto spessi. L'obice creava infatti passaggi tra i muri, in modo da permettere alla fanteria di spostarsi di edificio in edificio, senza dover attraversare le vie cittadine, dove potevano essere bersagliati dal fuoco nemico. Anche i carri Sherman subirono imboscate, da parte di cannoni anticarro alle intersezioni stradali. Ben presto quindi, i corazzati e le autoblindo americane iniziarono ad avanzare con cautela, spesso sparando agli edifici di fronte alla propria fanteria in avanzata, per evitare possibili contrattacchi tedeschi. Poiché le manovre in superficie erano ostacolate dagli attacchi aerei alleati, la fanteria tedesca usò le fogne per riposizionarsi oltre le formazioni americane e attaccarle da dietro. La resistenza dei tedeschi fu tenace, con piccoli contrattacchi e l'uso di corazzati per fermare le manovre americane.
Il 18 ottobre, il 3º Battaglione del 26º Reggimento si preparò ad assaltare l'Hotel Quellenhof, una delle ultime aree di resistenza nella città, il quale fungeva anche da quartier generale tedesco. I carri armati e altri cannoni americani aprirono per primi il fuoco sull'hotel, seguiti poi dall'assalto della fanteria; tuttavia, quella notte, 300 soldati del 1º Battaglione SS erano riusciti a raggiungere i propri compagni a difesa dell'hotel e così, assieme a loro, riuscirono a respingere diversi attacchi statunitensi. Un furioso contrattacco riuscì poi a tagliare fuori diverse postazioni di fanteria americane, posizionate attorno all'hotel, sul quale ridussero temporaneamente la pressione, prima di essere infine respinti dai colpi di mortaio americani.
Due eventi infine furono determinanti per l'avanzata finale: il primo fu la decisione di bombardare le restanti sacche di resistenza con i semoventi M12 da 155 mm, per poter ridurre le perdite nella fanteria. Il secondo invece fu lo spostamento, in assistenza alla 1ª Divisione di Fanteria, di un battaglione del 110º Reggimento della 28ª Divisione di Fanteria dal settore del V Corpo d'Armata, il 18 ottobre, per chiudere il gap creatosi tra l'avanguardia del 26º Reggimento e la città. La missione di questo nuovo battaglione venne cambiata tra il 19 e il 20 ottobre, ossia, da difendere il gap a supportare l'assalto urbano, agendo come se fosse il terzo battaglione che mancava al reggimento. Il 21 ottobre, soldati del 26º Reggimento di Fanteria, supportati dal battaglione del 110º Reggimento di Fanteria, finalmente conquistarono il centro di Aquisgrana; quel giorno segnò anche la resa dell'ultima guarnigione tedesca, quella dell'Hotel Quellenhof, e la fine della battaglia per la città.

## Conseguenze
La battaglia di Aquisgrana fu pagata a caro prezzo sia dagli americani che dai tedeschi; i primi subirono 5000 vittime, mentre gli ultimi persero 5000 uomini e altri 5600 furono fatti prigionieri. Dal 2 ottobre, la 30ª Divisione di Fanteria perse circa 3000 uomini, tra morti e feriti, mentre la 1ª Divisione perse almeno 1350 soldati, di cui 150 rimasero uccisi e 1200 feriti. I tedeschi invece, durante la sola battaglia nella città, persero circa 5100 uomini, inclusi i 3473 prigionieri. Durante questa battaglia, la Wehrmacht perse due intere divisioni e altre otto furono decimate, incluse tre divisioni di fanteria e una corazzata, riorganizzate da poco; la causa va ricercata nel modo in cui esse combatterono, poiché furono impiegati l'equivalente di venti battaglioni di fanteria durante i diversi attacchi contro la sola 30ª Divisione americana, con in media due reggimenti di fanteria per ciascun attacco. I tedeschi inoltre iniziarono a rispettare le abilità combattive delle forze americane, notando la loro capacità di usare indiscriminatamente una superiore quantità di fuoco d'artiglieria e di unità corazzate come supporto. Sia la 30ª che la 1ª Divisione di Fanteria ricevettero la Presidential Unit Citation per le loro azioni ad Aquisgrana.
Tuttavia, la resistenza tedesca ad Aquisgrana rovinò i piani alleati di continuare l'avanzata verso est. In seguito alla fine dei combattimenti ad Aquisgrana, la 1ª Armata alleata ricevette l'ordine di catturare una serie di dighe oltre la foresta di Hürtgen, che i tedeschi avrebbero potuto usare per allagare la valle che apriva la strada per Berlino. L'armata prese quindi parte alla battaglia della foresta di Hürtgen, la quale si dimostrò essere ancora più dura degli scontri ad Aquisgrana.